# Masacre de Coatzacoalcos de 2019
La Masacre de Coatzacoalcos de 2019 fue un ataque armado y con bombas incendiarias en un centro nocturno llamado "Caballo Blanco" en la ciudad de Coatzacoalcos del estado de Veracruz en México en la noche del 27 de agosto de 2019. Se reporta el fallecimiento de 30 personas: 20 hombres y 10 mujeres junto a 11 heridos. Fue iniciado por lo que se cree que son miembros del Cartel de Jalisco de la Nueva Generación, que bloqueó sus salidas.

## Víctimas

### Víctimas
| País de origen | Muertos | Heridos | Ref   |
| -------------- | ------- | ------- | ----- |
| México         | 28      | 13      | [ 3 ] |
| Filipinas      | 2       | 0       | [ 4 ] |
| Total          | 30      | 13      | [ 5 ] |